# Wladimir Borissowitsch Antipow
Wladimir Borissowitsch Antipow (russisch Владимир Борисович Антипов; * 14. Januar 1978 in Apatity, Russische SFSR) ist ein ehemaliger russischer Eishockeyspieler, der zuletzt beim HK ZSKA Sofia unter Vertrag stand.

## Karriere
Antipow begann seine Karriere beim russischen Erstligisten Lokomotive Jaroslawl, für die er bis 1999 spielte. Während des NHL Entry Draft 1996 wurde er von den Toronto Maple Leafs in der vierten Runde an insgesamt 103. Stelle ausgewählt. Im selben Jahr wurde er von den Windsor Spitfires in der zweiten Runde des CHL Import Drafts als insgesamt 54. Spieler gezogen. Es erfolgte 1999 der Wechsel zu den St. John’s Maple Leafs, die er 2000 wieder verließ und nach Jaroslawl zurückging. Diese verließ er 2006 wieder und wurde von Salawat Julajew Ufa verpflichtet. Zwischen 2006 und 2011 spielte er für Salawat in der Superliga und Kontinentalen Hockey-Liga und gewann dabei 2008 und 2011 den russischen Meistertitel.
Im Sommer 2011 wechselte er zusammen mit Alexander Rjasanzew innerhalb der KHL zum HK Traktor Tscheljabinsk, wo er zum Mannschaftskapitän ernannt wurde. Zwei Jahre später verließ er den Verein und wurde von Sewerstal Tscherepowez verpflichtet, wo er bis zum 1. Januar 2014 als Kapitän der Mannschaft agierte. Anschließend war er vereinslos, ehe er für die zweite Runde des IIHF Continental Cup 2014/15 vom HK ZSKA Sofia verpflichtet wurde und in drei Spielen für den ZSKA auflief. Nach dieser Episode beendete er seine Karriere.

### International
Im Juniorenbereich spielte Antipow zunächst für Russland bei der U18-Europameisterschaft 1996, die er mit seiner Mannschaft gewann. Er selbst wurde dabei in das All-Star-Team gewählt. Mit der russischen U20-Auswahl nahm er an den Juniorenweltmeisterschaften 1997, als die Bronzemedaille erreicht wurde, und 1998, als man Vizeweltmeister wurde, teil.
Im Erwachsenenbereich stand er bei den Weltmeisterschaften 2002, 2003, 2004 und 2005 im russischen Aufgebot. Dabei wurde die Mannschaft 2002 Vizeweltmeister und 2005 Dritter.

## Erfolge und Auszeichnungen
- 1997 Russischer Meister mit Lokomotive Jaroslawl
- 2002 Russischer Meister mit Lokomotive Jaroslawl
- 2003 Russischer Meister mit Lokomotive Jaroslawl
- 2008 Russischer Meister mit Salawat Julajew Ufa
- 2011 Gagarin-Pokal-Gewinn mit Salawat Julajew Ufa

### International
- 1996 Goldmedaille bei der U18-Junioren-Europameisterschaft
- 1996 All-Star-Team bei der U18-Junioren-Europameisterschaft
- 1997 Bronzemedaille bei der Junioren-Weltmeisterschaft
- 1998 Silbermedaille bei der Junioren-Weltmeisterschaft
- 2002 Silbermedaille bei der Weltmeisterschaft
- 2005 Bronzemedaille bei der Weltmeisterschaft

## Statistik
(Stand: Ende der Saison 2010/11)